# Stazione di Riccione
Stazione di Riccione vasútállomás Olaszországban, Riccione településen.

## Vasútvonalak
Az állomást az alábbi vasútvonalak érintik:
- Bologna–Ancona-vasútvonal

## Kapcsolódó állomások
A vasútállomáshoz az alábbi állomások vannak a legközelebb:
- Stazione di Rimini Miramare
- Stazione di Misano Adriatico